# 皇冠高地-猶提卡大道車站
皇冠高地-猶提卡大道車站（英語：Crown Heights–Utica Avenue station）是紐約地鐵IRT東公園道線一個快車地鐵站，位於布魯克林皇冠高地東公園道下方近猶提卡大道，設有2號線（僅繁忙時段停站）、3號線（任何時候停站（深夜除外））、4號線（任何時候停站）與5號線（僅繁忙時段停站）列車服務。
雖然此站以猶提卡大道命名，但並不設往猶提卡大道及東公園道的出口。實際上此站位於斯克內克塔迪大道及猶提卡大道交界，而其兩個出口都通往小區中央，距離兩街交界有一段距離。

## 車站結構
| G  | 街道                  | 出入口                                                        |
| B1 | 夾層                  | 閘機 升降機位於猶提卡大道及東公園大道西北角，在東公園大道中央 |
| B2 | 南行快速              | 總站軌道（任何時候停站（深夜除外））                          |
| B2 | 島式月台，左/右側開門 |                                                               |
| B2 | 南行                  | （深夜時）往新地段大道（蘇特大道-魯特蘭路）                   |
| B3 | 北行快速              | 往伍德羅恩（富蘭克林大道-麥德加·艾菲斯學院）                  |
| B3 | 島式月台，左/右側開門 |                                                               |
| B3 | 北行                  | 往哈萊姆-148街（ 深夜時往伍德羅恩）（京斯頓大道）             |

此站同時快慢車，設有兩層和兩個島式月台。上層月台服務南行列車，慢車軌道在西側而快車軌道在東側；下層月台服務北行列車，配置相若。這是東公園道線最東端的地下和四軌地鐵站，此起向東，慢車軌道上昇成為IRT新地段線，而快車軌道於拉爾夫大道的止衝擋結束。北行列車在車站西面設有剪式橫渡線，而東行列車則在車站東面。另外在此處東面還有一個剪式橫渡線，連接南行快車軌道下斜到下層。下斜列車可以分別前往快車或慢車軌道。

## 外部連結
- nycsubway.org—Brooklyn IRT: Utica Avenue
- nycsubway.org — Good Morning, Good Night Artwork by Hugo Consuegra (unknown date) （页面存档备份，存于）
- Station Reporter — 3 Train
- Station Reporter — 4 Train
- The Subway Nut — Crown Heights – Utica Avenue Pictures （页面存档备份，存于）
- MTA's Arts For Transit — Crown Heights – Utica Avenue (IRT Eastern Parkway Line) （页面存档备份，存于）
- Utica Avenue entrance from Google Maps Street View （页面存档备份，存于）
- Schenectady Avenue entrance from Google Maps Street View （页面存档备份，存于）